# Wojsławice (gmina)
Pour les articles homonymes, voir Siedliszcze.
Wojsławice est une gmina rurale (gmina wiejska) du powiat de Chełm, dans la Voïvodie de Lublin, dans l'est de la Pologne.
Son siège administratif (chef-lieu) est le village de Wojsławice, qui se situe environ 26 kilomètres au sud de Chełm (siège du powiat) et 78 kilomètres au sud-est de la capitale régionale Lublin (capitale de la voïvodie).
La gmina couvre une superficie de 110,18 km2 pour une population de 4 267 habitants en 2006.

## Histoire
De 1975 à 1998, la gmina est attachée administrativement à la voïvodie de Chełm.

Depuis 1999, elle fait partie de la voïvodie de Lublin.

## Géographie
La gmina inclut les villages et localités de :

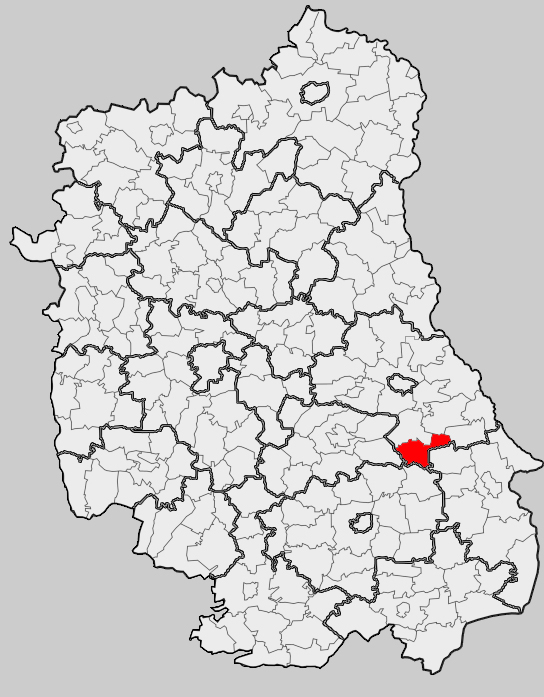
Position de la gmina dans la voïvodie

- Czarnołozy
- Cztery Słupy
- Góra Blachowa
- Góra Łosiów
- Góra Pudełkowa
- Huta
- Krasne
- Kukawka
- Majdan
- Majdan Kukawiecki
- Majdan Ostrowski
- Nowy Majdan
- Ostrów
- Ostrów-Kolonia
- Partyzancka Kolonia
- Pohulanka
- Popławy
- Przecinek
- Putnowice Wielkie
- Putnowice-Kolonia
- Rozięcin, Stadarnia
- Stary Majdan
- Trościanka
- Turowiec
- Witoldów
- Wojsławice
- Wólka Putnowicka
- Zadebra

### Gminy voisines
La gmina de Wojsławice est voisine des gminy suivantes :
- Białopole
- Grabowiec
- Kraśniczyn
- Leśniowice
- Uchanie
- Żmudź

## Structure du terrain
D'après les données de 2002, la superficie de la commune de Wojsławice est de 110,18 kilomètres carrés, répartis comme telle :
- terres agricoles : 78%
- forêts : 16%

La commune représente 6,19% de la superficie du powiat.

## Démographie
Données du 30 juin 2004:
| Description        | Total  | Total | Femmes | Femmes | Hommes | Hommes |
| ------------------ | ------ | ----- | ------ | ------ | ------ | ------ |
| Unité              | Nombre | %     | Nombre | %      | Nombre | %      |
| Population         | 4 399  | 100   | 2 182  | 49,6   | 2 217  | 50,4   |
| Densité (hab./km²) | 39,9   | 39,9  | 19,8   | 19,8   | 20,1   | 20,1   |